# Млечник мокрый
Мле́чник мо́крый (лат. Lactárius úvidus) — гриб рода Млечник (лат. Lactarius) семейства Сыроежковые (лат. Russulaceae). Иногда считается условно съедобным но, возможно, слабо ядовит, поэтому собирать его не рекомендуют.
Научные синонимы:
- Agaricus livens J.F. Gmel., 1792
- Agaricus lividorubescens Batsch, 1789 basionym
- Lactarius lividorubescens (Batsch) Burl., 1908
- Agaricus uvidus Fr., 1815
- Galorrheus uvidus (Fr.) P. Kumm., 1871

Русские синонимы:
- Серый лиловый груздь
- Млечник лиловеющий[2]

## Описание
Шляпка ∅ 4—8 см, сначала выпуклая, потом всё более распростёртая, до вдавленной, с широким плоским бугорком. Края подогнутые и слегка ворсистые. Кожица сероватого-стального цвета с фиолетовым оттенком, с неясно выраженными зонами, гладкая, влажная и липкая — особенно в сырую погоду.
Мякоть нежная и губчатая, без запаха, острая на вкус. Цвет — белый или слегка желтоватый, на разрезе за несколько минут лиловеет. Выделяет обильный белый млечный сок, который на воздухе приобретает фиолетовый оттенок.
Пластинки частые, неширокие и несколько нисходящие по ножке, белые, с возрастом желтеющие. От прикосновения на них появляются лиловые пятна.
Ножка 4—7 см в высоту, толстая (∅ 1—2 см), крепкая, иногда желобчатая, с виду клейкая, цилиндрическая и слегка сужающаяся к основанию.
Споровый порошок белый.

### Изменчивость
Цвет шляпки может варьировать от светло-серого до серо-фиолетового.

## Экологияи распространение
Редкий гриб. Растёт в одиночку или небольшими группами в сырых лиственных и смешанных лесах, особенно под ивами и берёзами.
Сезон с начала августа до конца сентября.

## Сходные виды
- Млечник лиловеющий (Lactarius violascens) очень похож на этот гриб, но растёт в хвойных лесах